# Etepe Kakoko
Emmanuel Kakoko Etepé (Kinshasa, 22 novembre 1950) è un ex calciatore della Repubblica Democratica del Congo, di ruolo attaccante.
Anche suo figlio Yannick è un calciatore e gioca nel Waldhof Mannheim.

## Carriera

### Club
Ha giocato per molti anni nel Motema Pembe vincendo vari titoli, nel 1981 decise di continuare la propria carriera in Germania e passò dal 1981 al 1985 tra lo Stoccarda, il Saarbrücken e il Borussia Neunkirchen.
Nel 1973, Kakoko arrivò quarto nella classifica del Calciatore africano dell'anno pubblicata da France Football.

### Nazionale
Insieme alla Nazionale di calcio della Repubblica Democratica del Congo vinse la Coppa d'Africa 1974. Partecipò anche, nello stesso anno, al campionato del mondo 1974

## Palmarès

### Club
- Campionato di calcio della Repubblica Democratica del Congo: 2

Motema Pembe: 1974, 1978
- Coppa della Repubblica Democratica del Congo: 2

Motema Pembe: 1974, 1978
- Oberliga: 1

Saarbrucken: 1983

### Nazionale
- Coppa d'Africa: 1

Egitto 1974